# Yorck von Wartenburg
Yorck von Wartenburg är en tysk adelssläkt, ursprungligen härstammande från Pommern, från 1814 grevar och fideikommissarier till godset Klein-Öls nära den polska staden Olawa i Schlesien.  Släkten hette ursprungligen Jarka von Gostowski men ändrade namnet till (von) Yorck under mitten av 1700-talet.
Till släktens medlemmar hör:
- Ludwig Yorck von Wartenburg (1759-1830), greve och preussisk fältmarskalk.
- Peter Yorck von Wartenburg (1904-1944), greve, jurist och motståndsman under Nazityskland.